# Порушене повне внутрішнє відбиття

Світло багаторазово відбивається від границі розділу кристалу з великим показником заломлення (жовтий) та зразком.

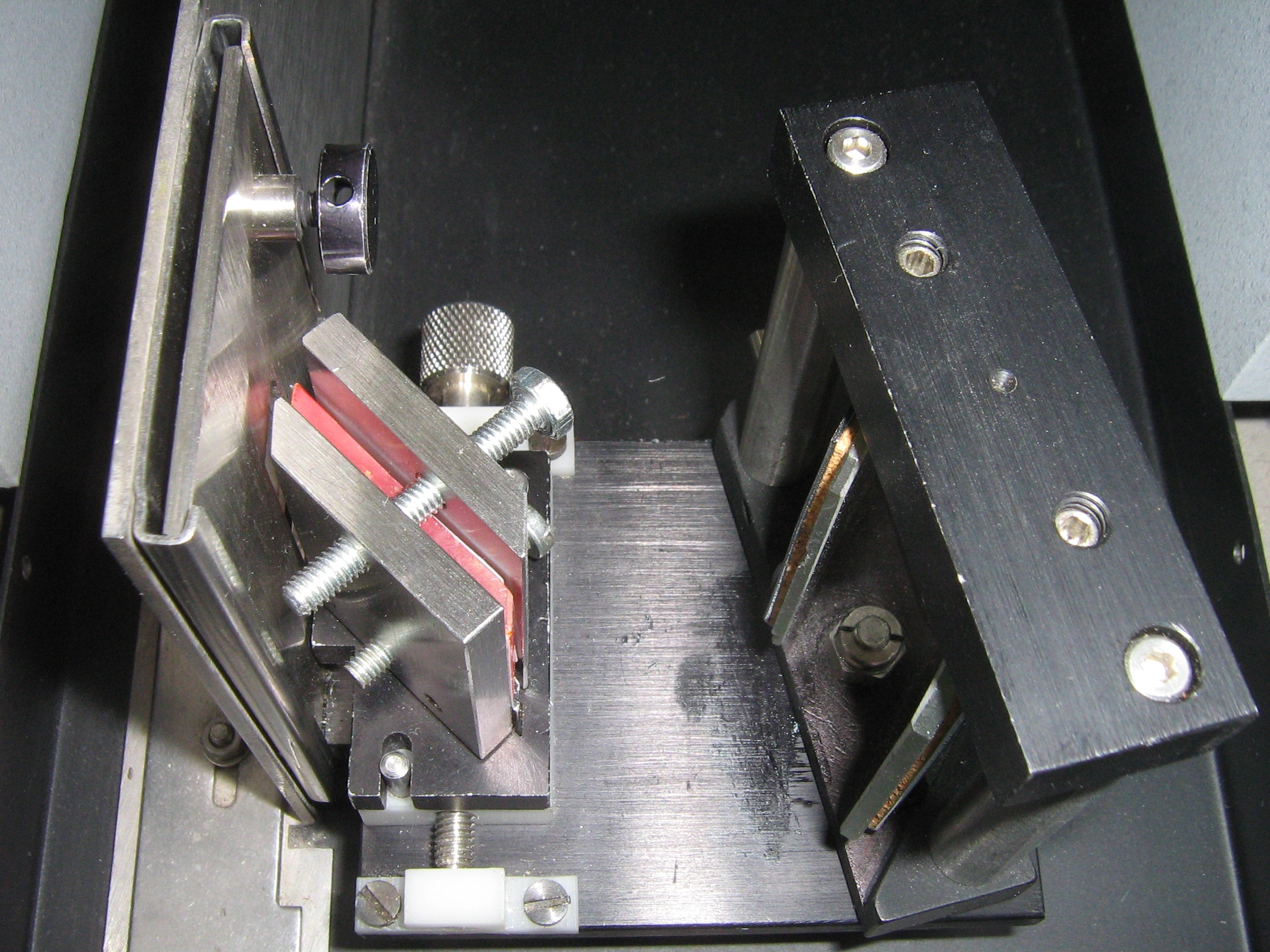
ATR-пристосування для інфрачервоної спектроскопії. Зразок лежить у сталевому контейнері по обидва боки від рожевого кристалу.

Порушене повне внутрішнє відбиття (англійське скорочення ATR від attenuated total reflectance, вживається також термін frusrated total reflectance) — оптичний метод вивчення приповерхневих шарів речовини в умовах повного внутрішнього відбиття завдяки еванесцентній хвилі, що проникає в речовину на певну глибину. Зокрема метод широко використовується в інфрачервоній спектроскопії для вивчення рідин та твердих тіл.

## Фізичні засади
Електромагнітна хвиля, що падає на межу двох середовищ з боку оптично густішого середовища під кутом, більшим від певного критичного, відбивається від неї. Однак поле хвилі в менш оптично густому середовищі не зникає одразу ж на межі, а проникає на деяку глибину, згасаючи загалом експоненційно. Поле такої хвилі називається еванесцентним. Глибина проникнення залежить від різниці показників заломлення середовищ, частоти на кута падіння. В інфрачервоному діапазоні вона може бути від 0,5 до 2 мкм. Коефіцієнт відбиття хвилі близький до одиниці, але залежить від властивостей того середовища, куди проникає, що створює можливість вивчати це середовище.
Якщо менш оптично густе середовище є тонкою плівкою, за якою лежить середовище, здатне підтримувати розповсюдження хвилі, то електромагнітна хвиля частково проходить через в це інше середовище, що зменшує коефіцієнт відбиття. Іншою можливістю є збудження поверхневих електромагнітних хвиль на одній (або обох) границях розділу. Зокрема для створення еванесцентної хвилі можна використати тонкий проміжок повітря, яке є середовищем із малим показником заломлення. Такий метод використовується зокрема для вивчення поверхневого плазмонного резонансу в так званій  конфігурації Отто.  В іншій конфігурації, конфігурації Кречманна, проміжним середовищем є тонка металева плівка (метал має від'ємну дійсну частину діелектричної проникності, і поле електромагнітної хвилі в ньому еванесцентне), а поверхневі плазмони виникають на границі металу з повітрям, або зі зразком, який треба вивчити, наприклад шаром біологічних молекул.

## В інфрачервоній спектроскопії
У пристрої для вивчення рідких або твердотільних зразків методом інфрачервоної спектроскопії з застосуванням порушеного повного внутрішнього відбиття використовується багаторазове відбиття світла від межі розділу зразка та кристалу з великою оптичною густиною. Вихідний сигнал реєструється детектором на виході світла з кристалу. Більшість сучасних інфрачервоних спектрометрів можна пристосувати до використання ATR, помістивши в відділення для зразка відповідне пристосування. Нескладність такої процедури зумовила широке використання в ATR-FTIR дослідах.
Еванесцентне поле виникає тільки тоді коли показник заломлення кристалу більший, ніж показник заломлення зразка. В протилежному випадку світло проникатиме в зразок і губитиметься в ньому. Якщо зразок — рідина, то її наливають в кювету, так щоб вона покривала поверхню кристала. Досить тонкої плівки рідини. Якщо зразок — твердотільний матеріал, то його щільно притискають до кристалу так, щоб уникнути проміжку повітря, що може спотворити результат (у повітрі теж утворюватиметься евансцентна хвиля, але вона не матиме інформації про властивості зразка). Відношення сигналу до шуму залежить від числа відображень, а також від загальної довжини оптичного шляху світла кристалі (через згасання світлового сигналу). Тому не можна стверджувати, що збільшення кількості відображень підвищує чутливість. 
Типовими матеріали, з яких виготовляються кристали для ATR, є германій, пентагалід талію та селенід цинку, кремній ідеально працює в далекій інфрачервоній області електромагнітного спектру. Завдяки механічним властивостям ідеальним матеріалом є алмаз, особливо при вивченні дуже твердих матеріалів, але його ширше використання обмежує ціна. Форма кристалу залежить від типу спектрометра та природи зразка. У дисперсійних спектрометрах кристал виготовляють у вигляді пластинки зі зрізаними краями, як показано на ілюстрації. Використовуються також призми, напівсфери чи тонкі листи.

### Застосування
Інфрачервону спектроскопію порушеного повного внутрішнього відбиття можна застосовувати для тих же хімічних та біологічних систем, що й вивчення пропускання. Одна з переваг над вивченням пропускання є мала довжина шляху світла в зразку. Завдяки цього можна уникнути труднощів, що виникають через сильне поглинання в деяких середовищах, наприклад, водних розчинах. Для ультрафіолетового та видимого світла (UV/Vis) Еванесценте поле поникає в речовину недалеко, тож взаємодія зі зразком зменшується зі скороченням довжини хвилі. Для оптично густих зразків це дозволяє проводити вимірювання в ультрафіолеті. Крім того, оскільки не треба турбуватися про шлях променя, можна використовувати зразки простої форми й вивчати їх як в близькому, так і далекому, діапазонах інфрачервоного світла.
Нові дослідження стосуються мікрогідродинамічних потоків водних розчинів. Для них було сконструйовано мікрореактори з вбудованими апертурами для ATR-кристалів, що дозволяли потокам з мікроканалів пропивати повз поверхню кристалу. Використовувалися також спеціально сконструйовані комірки. Можливість пасивного дослідження зразка без спеціального препарування відкрила шлях до використання  ATR-FTIR у вивченні речових доказів для судової експертизи. 
ATR-FTIR використовується також як інструмент у фармакологічних дослідженнях взаємодії між лікарськими препаратами та білками. Розчинені у воді білки, які треба дослідити, потребують полігістидинових тегів, що дозволяють макромолекулі причепитися до подвійного ліпідного шару, який у свою чергу причеплений до германієвого кристалу або іншого придатного оптичного середовища. Внутрішнє відбиття з причепленим фармацевтичним препаратом або лігандом та без нього дає різні спектри, що дозволяє вивчення конформаційних змін у білках при зв'язуванні.

## Виноски
1. ↑  FT-IR Spectroscopy—Attenuated Total Reflectance (ATR) (PDF). Perkin Elmer Life and Analytical Sciences. 2005. Архів оригіналу (PDF) за 16 лютого 2007. Процитовано 26 січня 2007.
2. ↑  F. M. Mirabella, Jr., Practical Spectroscopy Series; Internal reflection spectroscopy: Theory and applications, Marcel Dekker, Inc.; Marcel Dekker, Inc., 1993, 17-52.
3. ↑  Jesse Greener, Bardia Abbasi, Eugenia Kumacheva, Attenuated total reflection Fourier transform spectroscopy for on-chip monitoring of solute concentrations, Lab Chip, 10 (2010) 1561-1566.
4. ↑   Carter, C. F.; Lange, H.; Ley, S. V.; Baxendale, I. R.; Wittkamp, B.; Goode, J. G. & Gaunt, N. L. Org. Proc. Res.Dev. 14(2010)393-404
5. ↑   Minnich, C. B.; Sipeer, F.; Greiner, L. & Liauw, M. A. Ind. Eng. Chem. Res. 49(2010) 5530-5535.
6. ↑  Pinkerneil, P., Güldenhaupt, J., Gerwert, K. and Kötting, C. (2012), "Surface-Attached Polyhistidine-Tag Proteins Characterized by FTIR Difference Spectroscopy". ChemPhysChem, 13: 2649–2653. doi: 10.1002/cphc.201200358